# Inna Dobruskina
Inna Andreevna Dobruskina, russisch Инна Андреевна Добрускина, Transkription Inna Andrejewna Dobruskina, (* 25. Dezember 1933 in Moskau; † 4. Januar 2014 in Jerusalem) war eine russisch-israelische Paläontologin (Paläobotanik). Sie war eine führende Expertin für fossile Pflanzen der Trias.

## Leben
Ihr Großvater väterlicherseits F. M. Afanasiev war im Bürgerkrieg sowjetischer Stabschef in Sibirien. Die Eltern waren in der kommunistischen Partei. Dobruskina studierte ab 1952 an der Lomonossow-Universität mit dem Abschluss 1957. An der Universität unternahm sie Feldstudien auf der Kola-Halbinsel, der Krim und im Kaukasus. Nach ihrem Abschluss war sie Teil der Geologenteams, die am Amur kartierten um eine Stelle für ein sowjetisch-chinesisches Dammprojekt zu finden, was aber nach Verschlechterung der sowjetisch-chinesischen Beziehungen im Sand verlief. Die Expedition lieferte aber Material für ihre Dissertation über Stratigraphie und Flora von Jura und Unterkreide am Amur. Sie wurde 1964 an der Lomonossow-Universität promoviert (Kandidatentitel), war danach bis 1989 am Geologischen Institut der Sowjetischen Akademie der Wissenschaften (GIN) und habilitierte sich 1977 (russischer Doktortitel). Ihr Forschungsgebiet war die Paläobotanik der Trias in Eurasien, was auch Thema ihrer Habilitation war und wozu sie weit in der Sowjetunion reiste (u. a. Madygen-Formation). Sie war in der Sowjetunion in oppositionellen Kreisen und vervielfältigte Samizdat-Literatur. In den 1980er Jahren betrieb sie ihre Ausreise. 1989 ging sie nach Jerusalem an das Institut für Geowissenschaften der Hebräischen Universität, an der sie bis zum Ruhestand 1999 Professor war. 1993 war sie Gastprofessor an der Ohio State University. 2011 erlitt sie einen Schlaganfall.
Sie arbeitete mit Léa Grauvogel-Stamm in Frankreich, Harald Lobitzer in Österreich, John Anderson und Edith Anderson in Südafrika und Spencer Lucas in den USA zusammen. In Israel befasste sie sich auch mit dortiger mesozoischer Flora.
1963 heiratete sie den Ingenieur für Bergbausicherheit Arnold Krupnikov. Aus der Ehe gingen ein Sohn (Ari Krupnik) und eine Tochter Irina hervor. Sie wurde 1982 geschieden.

## Schriften
- Age of the Madygen Formation in the context of Permian/Triassic boundary in Middle Asia. Sovetskaya geologiya, 3 (12): 16–28 (russisch)
- Triassic Flora of Eurasia, Schriftenreihe der Österr. Akad. Wiss., Erdwiss. Kommissionen, 1994, S. 1–408 (russisches Original 1982, Trudy GIN, Akad. Nauka SSSR, 365, S. 1–196)
- The history of land plants in the northern hemisphere during the Triassic, with special reference to the floras of Eurasia. Geol. Palaeont. Mitt. Innsbruck, 15, 1988, S. 1–12.
- Keuper (Triassic) flora from middle Asia (Madygen, southern Fergana), New Mexico Museum of Natural History Bulletin 5, 1995, S. 1–49
- Triassic plants and Pangea, The Palaeobotanist, 44, 1995, 116–127
- Lunz flora in the Austrian Alps — a standard for Carnian flora, Palaeogeography Palaeoclimatology Palaeoecology, Band 143, 1998, S. 307–345